# El triomf de Tirant
El triomf de Tirant (título original en catalán; en español, El triunfo de Tirante) es una ópera en dos actos con música de Amando Blanquer Ponsoda y libreto en catalán de los hermanos Josep Lluís y Rodolf Sirera, basado en la novela de caballería Tirant lo Blanc, de Joanot Martorell. Se estrenó en el Teatro Principal de Valencia el 7 de octubre de 1992 bajo la dirección musical de Manuel Galduf.
El tema principal de la ópera es el binomio muerte-inmortalidad, entendida la última como la consecución de una fama universal. Según el mismo Amando Blanquer, en esta ocasión concibió su música al servicio del texto y de la concepción dramática, sirviéndose de «las diversas tendencias artísticas que hoy en día existen para componer una partitura que, junto con la puesta en escena, sea inteligible para el espectador, pero sin hacer concesiones».

## Personajes
| Personaje                      | Tesitura     | Reparto del estreno, 7 de octubre de 1992 (Director: Manuel Galduf) |
| ------------------------------ | ------------ | ------------------------------------------------------------------- |
| Carmesina                      | soprano      | María José Martos                                                   |
| Agnès                          | mezzosoprano | Itxaro Mentxaka                                                     |
| Plaerdemavida                  | soprano      | Isabel Monar                                                        |
| Tirant lo Blanc                | tenor        | Vicente Ombuena                                                     |
| Guillem de Vàroic              | barítono     | Vicente Sardinero                                                   |
| Rey de Inglaterra / Emperador  | bajo         | Francisco Valls                                                     |
| Diafebus                       | tenor        | Joan Cabero                                                         |
| Guardia 1 / Centinella         | tenor        | Ignacio Giner                                                       |
| Guardia 2 / Caporal            | tenor        | Tomàs Puig                                                          |
| Capitán                        | barítono     | Lluís Sintes                                                        |
| Rey de armas / Jefe de remeros | tenor        | Lluís Fornés                                                        |
| Ángel fúnebre                  | soprano      | Estrella Estévez                                                    |